# Joey Hand

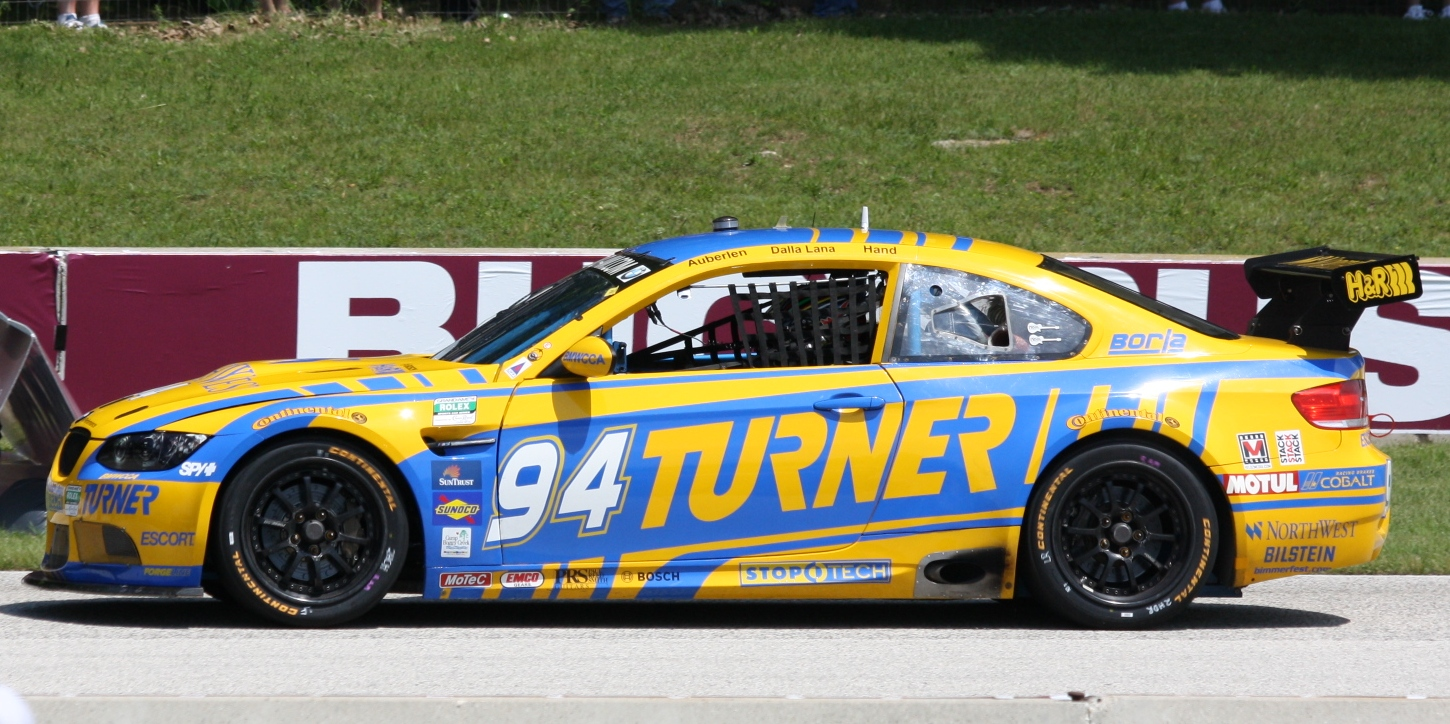
Hand in 2011 in een BMW van Turner Motorsport.

Joey Hand (Sacramento, Californië, 10 februari 1979) is een Amerikaans autocoureur. Hij is getrouwd en heeft twee kinderen.

## Carrière

### Vroege carrière
Hand begon zijn autosportcarrière in het karting op twaalfjarige leeftijd. In 1998 maakte hij zijn debuut in het formuleracing in de Formule Mazda. Hij won één race en eindigde als vierde in het kampioenschap, waarmee hij rookie van het jaar werd. In 1999 won hij met zes overwinningen het kampioenschap.
Na een blessure waardoor hij het grootste deel van het seizoen 2000 moest missen, stapte hij in 2001 over naar de Toyota Atlantic. Hij behaalde twee overwinningen in zijn drie seizoenen in het kampioenschap, met een derde plaats in het kampioenschap in 2001 als beste resultaat.

### Grand-Am en ALMS
Vanaf het seizoen 2004 reed Hand in de Rolex Sports Car Series van de Grand American Road Racing Association, in zowel de GT- als de Daytona Prototype-klasses. Hij won vijf races in de GT-klasse en al deze overwinningen werden behaald in een BMW. Hij reed ook enkele races in de American Le Mans Series. In 2006 was hij hier betrokken in een spectaculaire crash op de Mid-Ohio Sports Car Course en in 2009 behaalde hij de eerste BMW-pole position in acht jaar op Road America.
Voor Chip Ganassi Racing won Hand, samen met zijn teamgenoten Scott Pruett, Memo Rojas en Graham Rahal, de 24 uur van Daytona in 2011 op de Daytona International Speedway in een Riley-BMW Daytona Prototype. Tijdens de race kreeg het team een drive-through penalty met Hand achter het stuur, maar hij maakte de hierdoor opgelopen achterstand al goed voordat Pruett in de auto stapte. Een maand later won zijn BMW-team de GT-klasse van de 12 uur van Sebring. Aan het eind van het seizoen werd hij met Dirk Müller kampioen in de GT-klasse. Hand won in 2012 opnieuw de 12 uur van Sebring in de GT-klasse.

### DTM

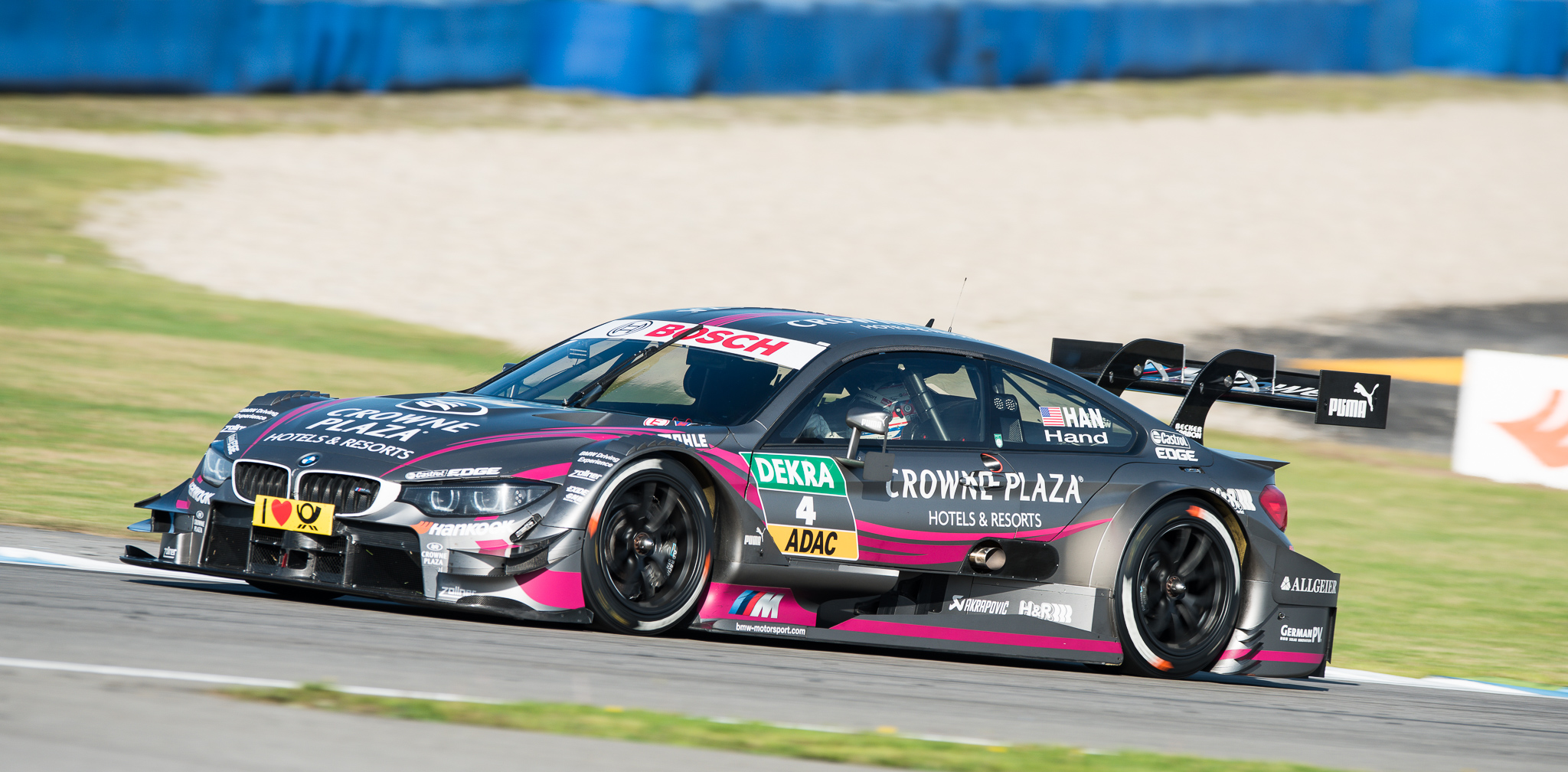
Joey Hand, Deutsche Tourenwagen Masters 2014 - Hockenheimring

In november 2011 reed Hand voor het eerst in een DTM in een BMW op het Circuito Monteblanco in Spanje. Op 15 december werd hij bevestigd als een van de fabriekscoureurs van BMW in de DTM naast enkele evenementen in de ALMS voor BMW Team RLL. Hij was hiermee de eerste Amerikaan die een DTM-contract had voor een volledig seizoen sinds het begin van het kampioenschap in 1984.

### Andere activiteiten
Op 11 en 12 juni 2011 maakte Hand zijn debuut in de 24 uur van Le Mans voor BMW Motorsport. Met Andy Priaulx en Dirk Müller als teamgenoten eindigde hij als derde in de GTE Pro-klasse en als vijftiende in de race. In oktober 2011 maakte Hand zijn debuut in de International V8 Supercars Championship voor het team Dick Johnson Racing op het Surfers Paradise Street Circuit. Hij eindigde hier als vierde met James Moffat als teamgenoot.